# Majdan (gmina Żmudź)
Majdan – osada leśna w Polsce położona w województwie lubelskim, w powiecie chełmskim, w gminie Żmudź.
W latach 1975–1998 miejscowość należała administracyjnie do województwa chełmskiego.

## Etymologia nazwy
Majdan, wyraz turecki, oznaczający zamknięty, czworoboczny obszar, służący za rynek targowy, plac ćwiczeń wojennych, miejsce zgromadzeń. W obozach polskich nazywano majdanem wolny obszar środkowy, na którym gromadziło się rycerstwo dla równego podziału łupów. Stąd przeszła ta nazwa na obozowiska robotników leśnych, którzy ustawiali swe budy w czworobok zamknięty. Obozowiska te stawały się często zawiązkami wsi, zakładanych na wyciętych obszarach leśnych. Nazwa pierwotna majdan przechodziła i na wieś. Majdany tym się różnią od Bud, że stanowiły zbiorowisko znacznej liczby robotników, co pociągało konieczność urządzenia w nich władzy administracyjnej i sądowej, podczas gdy budy były to pojedyncze przeważnie osady leśne. Majdany zakładano w celu wyzyskiwania zawartych w lesie bogactw przez wytapianie smoły, wypalanie węgla itp. Zwykle przybierały one nazwę od dóbr, do których należały lasy. Majdan odgrywa też samą rolę w obszarach leśnych na prawym brzegu Wisły aż do Bugu i Karwi, co Huta na obszarach leśnych lewego brzegu.